# Armando Tavira
Armando Tavira Silva (* 22. August 1978 in Coyuca de Catalán, Guerrero) ist ein ehemaliger mexikanischer Fußballspieler, dessen Stammposition sich im defensiven Mittelfeld befand.

## Leben
Zwischen 2001 und 2005 stand Tavira für jeweils ein bis maximal anderthalb Jahre beim Club Deportivo Irapuato, den Tiburones Rojos Veracruz, bei Deportivo Guadalajara und beim Querétaro Fútbol Club unter Vertrag, ehe er zu den UAT Correcaminos wechselte, für die er die nächsten fünf Jahre bis zum Ende seiner aktiven Laufbahn spielte. Während seiner Zeit bei Deportivo Guadalajara gehörte Tavira nur in der Apertura 2003 zum Kader der ersten Mannschaft und in der Clausura 2004 zum Kader des in der zweiten Liga spielenden Farmteams Deportivo Tapatío.